# Anastasia (marque de vêtements)
Pour les articles homonymes, voir Anastasia.
 (décembre 2021).
Si vous disposez d'ouvrages ou d'articles de référence ou si vous connaissez des sites web de qualité traitant du thème abordé ici, merci de compléter l'article en donnant les références utiles à sa vérifiabilité et en les liant à la section « Notes et références ».
Anastasia, également appelé Anastasia François Viannay, est une marque française de vêtements pour femmes et enfants créée par François Viannay et diffusée dans les années 1970-1980.

## Débuts
En 1969, François Viannay achète une boutique dénommée Anastasia située Rue Saint-André-des-Arts à Paris où il vend des vêtements traditionnels turcs et afghans qu'il adapte au marché occidental, avant de lancer ses propres collections à partir du milieu des années 1970 sous le nom de Anastasia, puis Anastasia François Viannay. Pour la création et la fabrication de ses tissus, Anastasia collabore avec les grandes manufactures textiles françaises de l'époque, comme Boussac et Bianchini-Férier.

## Les Petites Anastasia
À la fin des années 1970, Anastasia lance Les Petites Anastasia, une déclinaison de la marque pour les filles. Plusieurs modèles figurent dans les collections du Musée des Arts Décoratifs de Paris et du Musée national de l'Éducation,,,.